# Max Michael Munk

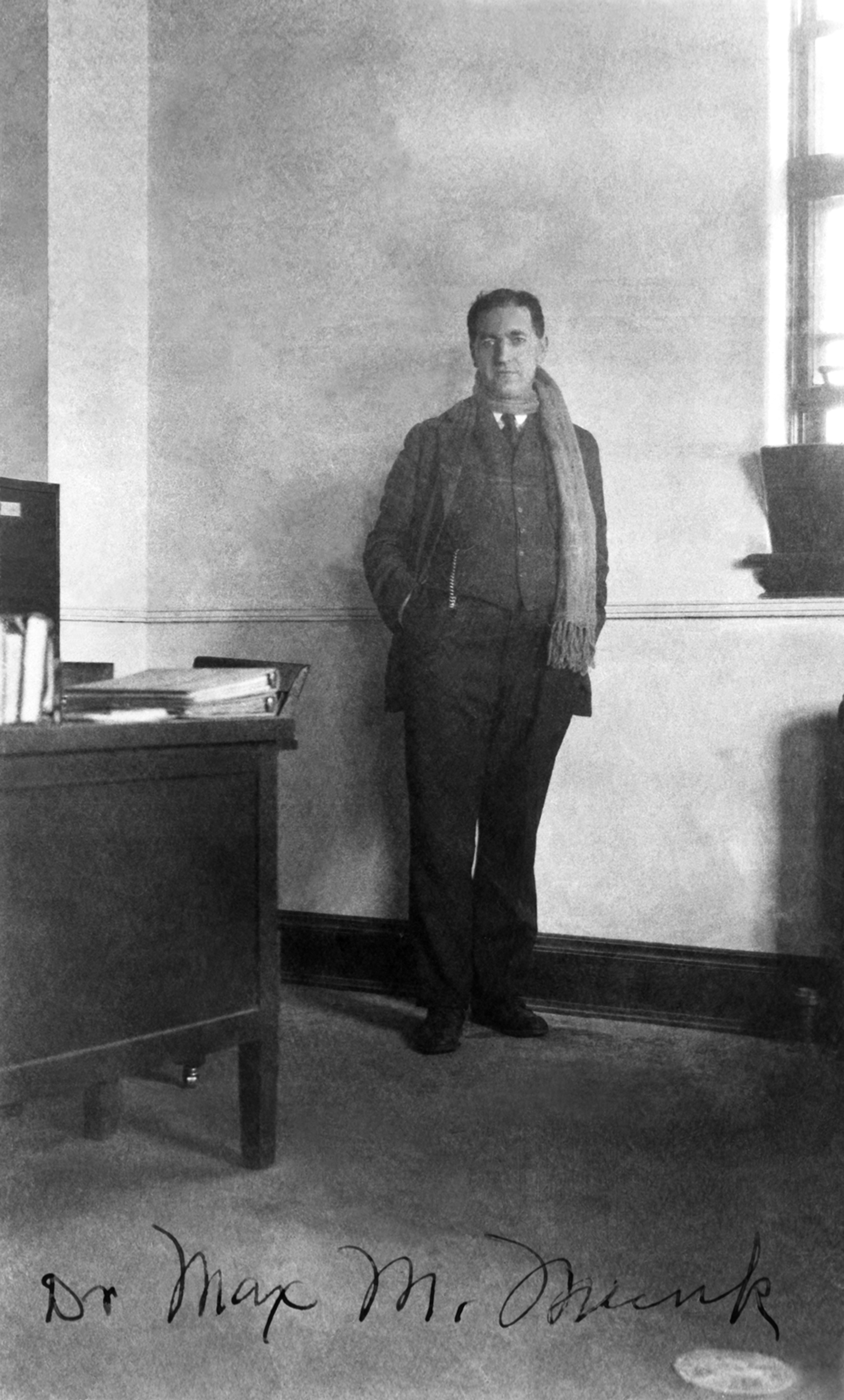
Max Michael Munk, 1926 in seinem Büro in Langley

Max Michael Munk (* 22. Oktober 1890 in Hamburg als Michael Max Munk; † 3. Juni 1986 in Ocean City, Maryland) war ein deutsch-amerikanischer Aeronautiker.

## Leben
Er entstammt einer jüdischen Familie der unteren Mittelschicht und sollte ursprünglich Rabbiner werden. Sein Onkel war Adolph Lewisohn (1849–1938). Munk war begabt in Mathematik und Naturwissenschaften und studierte bis 1914 an der Polytechnischen Schule Hannover, wo er 1915 sein Ingenieursdiplom erwarb. In dieser Zeit tauschte er seine Vornamen untereinander aus, um „deutscher“ zu wirken.
Nach seinem Vordiplom 1912 hatte er sich bei Ludwig Prandtl beworben, dessen Mitarbeiter und Assistent (1916–18) er nun wurde. Er war im Ersten Weltkrieg vom Kriegsdienst befreit. Am 1. April 1915 erhielt er einen einjährigen Vertrag als Hilfsassistent an der Modellversuchsanstalt für Aerodynamik (MVA). Zusammen mit Albert Betz war er Prandtls engster Forschungsmitarbeiter bei der Entwicklung einer Theorie der Strömungsprofile. Zugleich war er verantwortlich für die Windkanalmessungen. 1916 hatte er Erich Hückel engagiert. In den letzten Kriegsmonaten war er am Seeflugzeug-Versuchskommando (SVK) in Warnemünde eingesetzt, wo er sich ohne Doktortitel unwohl fühlte. Als er einige seiner Göttinger Arbeiten als Inauguraldissertation bei seinem Professor in Hannover einreichte, erhielt er keine Antwort. Prandtl tröstete ihn damit, dass das Verfahren in Hannover länger dauere, und bot ihm an, eine überarbeitete Version seiner Arbeit in Göttingen als Doktorarbeit anzunehmen. Die Überarbeitung schien ihm indes nötig, denn die ursprüngliche Göttinger Version mit dem Titel Isoperimetrisches Problem kritisierte Prandtl als so knapp gehalten, dass sie kaum verständlich sei. Auch fragte Prandtl, ob er die Arbeit nicht einfach Über Flügel mit minimalem Widerstand nennen wolle. Letztendlich reichte Munk also zwei Inauguraldissertationen ein, eine in Hannover und eine im Mai 1918 in Göttingen. Sie enthielt die Prandtlsche Strömungsprofiltheorie und erklärte so fundamentale Phänomene wie den Induzierten Luftwiderstand. Munk stellte die These auf, das dieser Widerstand minimal sei, wenn die Abwindgeschwindigkeit an allen Stellen gleich ist. Obgleich diese Zusammenhänge Prandtl und seinem Kreis zuvor schon bekannt waren, hatte bislang noch der gründliche theoretisch-mathematische Unterbau gefehlt, den Munk nun nachlieferte. Munk bewies auch, dass der Widerstand von parallelen Flügeln (wie beim Doppeldecker) nicht vom Versatz der Flügel in Flugrichtung abhängig ist (sogenanntes Staffelungs-Theorem, engl. stagger theorem).
Prandtl präsentierte die Ergebnisse im Juli 1918 vor der Göttinger Akademie der Wissenschaften und hob dabei Munks Leistung ausdrücklich hervor.
Die Entdeckung wurde sofort aufgegriffen von Anton Herman Gerard Fokker und für die Fokker Dr.I verwandt. Ansonsten wurde sie während des Ersten Weltkriegs von Flugzeugkonstrukteuren ignoriert.
Als nach dem Krieg Prandtls Mittel gekürzt wurden, arbeitete Munk kurzzeitig bei der Luftschiffbau Zeppelin, wo er einen kleinen Windkanal zum Testen von Modellen entwarf.
Munks Wunsch nach dem Ersten Weltkrieg war, in die USA auszuwandern. Nachdem Jerome Clarke Hunsaker (1886–1984) im Juli 1920 Göttingen besucht hatte, konnte dieser Joseph Sweetman Ames (1864–1943) überreden, Munk beim National Advisory Committee for Aeronautics (NACA) anzustellen, wo Munk für die nächsten sechs Jahre im Hauptquartier in Washington arbeitete.
Schon bei Zeppelin hatte er erkannte, dass man bei Verwendung von Pressluft im Windkanal mit kleineren Modellen oder mit niedrigeren Windgeschwindigkeiten arbeiten kann, was nun zum Variable Density Tunnel (VDT) führte (vgl. Reynolds-Zahl). Als ein anderer Techniker Ähnliches vorstellte (Wladimir Margoulis, ein früherer Mitarbeiter von Nikolai Jegorowitsch Schukowski, hatte Kohlendioxid als Medium vorgeschlagen), beschuldigte Munk ihn des geistigen Diebstahls.
Obgleich er in dieser Zeit 40 Schriften anfertigte, wurde das Verhältnis zu den anderen Technikern aufgrund seines als arrogant empfundenen Auftretens als gespannt bis verheerend beschrieben. Das verursachte Probleme, als er 1921 den Bau des Windkanals am Langley Research Center der NACA zu überwachen hatte.
Dass Munk den meisten Aerodynamikern seiner Zeit gedanklich weit voraus war, bewies unter anderem eine Notiz vom Januar 1924, die er an den damaligen Chef von Langley sandte. Darin beschäftigte er sich bereits mit gepfeilten Flügelprofilen, ein Konzept, das zwar in Deutschland seit den entsprechenden Veröffentlichungen Adolf Busemanns in den 1930er Jahren intensiv diskutiert und in Planungen umgesetzt wurde, in den USA jedoch nicht vor 1945 aktuell war. Erst danach führte Robert Thomas Jones das Pfeilflügelkonzept auch bei der NACA ein.
Nachdem er im Januar 1926 vom NACA-Forschungsdirektor George W. Lewis (1882–1948) zum Chef-Aeronautiker des Langley Research Center ernannt wurde, gab es die nächsten drei Jahre eine Revolte. Anfang 1927 legten die anderen aus Protest die Arbeit nieder.
Munk kündigte 1927 bei der NACA und arbeitete dann bei Westinghouse in Pittsburgh, wo er versuchte, ein Kühlproblem bei Elektromotoren zu lösen. Dann arbeitete er ein Jahr bei der American Brown Boveri Electric Corporation in Camden (New Jersey) und ein weiteres bei der kleinen Alexander Airplane Company in Colorado. Ab 1930 schrieb er pathetische Briefe, in denen er sich als führender Aerodynamiker darstellte. In der Zeit der Great Depression war er beratender Redakteur der Aero Digest. Zeitweilig lehrte er Maschinenbau an der Katholischen Universität von Amerika in Washington. 1937 bat ihn seine mit Will Burtin verheiratete Cousine Hilde geb, Munk um Unterstützung. Burtin entwarf seinerseits das Flex-O-prop-Logo des Munk Aeronautical Laboratory in Brentwood (Maryland).
Ab 1945 forschte Munk als Physiker am Naval Ordnance Laboratory zu turbulenten Strömungen. Von 1958 bis zu seinem Ruhestand 1961 lehrte er wieder an der Katholischen Universität. Er zog dann nach Rehoboth Beach (Delaware), wo er in einem Mobile Home nahe seinen nächsten Verwandten lebte und sich von einer Augenoperation erholte.
1977 veröffentlichte er eine mathematische Abhandlung über Kongruenzsummen und Fermats letzten Satz („Congruence surds and Fermat’s last theorem“). Im August 1985 spendete er seine Sammlung technischer Bücher dem Langley Historical Archive.
Siehe auch: NACA-Profile

## Veröffentlichungen
- Isoperimetrische Aufgaben aus der Theorie des Fluges; Göttingen, Dissertation 1918; 1919
- Beitrag zur Aerodynamik der Flugzeugtragorgane; 1919
- Über vom Winde getriebene Luftschrauben; In: Zeitschrift für Flugtechnik und Motorluftschiffahrt; 1920, S. 220–223
- On a New Type of Wind Tunnel; NACA TN 60, Juni 1921
- Tail plane : in four parts; Washington, DC : Gov. Print. Off., 1922
- General biplane theory : in four parts; 1922
- The analysis of free flight propeller tests and its application to design; um 1923
- The aerodynamic forces on airship hulls; 1923
- Analysis of F. W. Durand’s and E. P. Lesley’s propeller tests; 1923
- General theory of windmills; 1923
- Aerodynamic Forces on Airship Hulls; TR 184, 1924
- Aerodynamics of Airships
- Note on the Relative Effect of the Dihedral and the Sweep Back of Airplane Wings; TN 177, 1924
- Preliminary wing model tests in the variable density wind tunnel of the National Advisory Committee for Aeronautics; um 1925
- Model tests with a systematic series of 27 wing sections at full Reynolds number; TR 221; um 1925; mit Elton W. Miller
- The air forces on a model of the Sperry Messenger airplane without propeller; um 1925
- The variable density wind tunnel of the National Advisory Committee for Aeronautics; 1925
- The aerodynamic characteristics of seven frequently used wing sections at full Reynolds number; um 1925
- The air forces on a systematic series of biplane and triplane cellule models; um 1926
- Influence of Obstacles on the Lift of Airfoils; 1930
- Fundamentals of Fluid Mechanics for Aircraft Designers
- On the multiplicity of steady gas flows having the same streamline pattern; mit R. C. Prim; Proc. Nat. Acad. Sci. (May 1947)
- My Early Aerodynamic Research – Thoughts and Memories. In: Annual Review of Fluid Mechanics. 13, 1981. doi:10.1146/annurev.fl.13.010181.000245.